# Klein haarpalpje
Het klein haarpalpje (Centromerita concinna) is een spinnensoort in de taxonomische indeling van de hangmatspinnen (Linyphiidae). De spin wordt ook wel heidepionierspinnetje genoemd. 
Het dier behoort tot het geslacht Centromerita. De wetenschappelijke naam van de soort werd voor het eerst geldig gepubliceerd in 1875 door Tord Tamerlan Teodor Thorell.